# Videojoc de ser déu
El videojoc de ser déu (God game) és un tipus de videojoc de simulació, on el jugador controla un món en construcció sense adoptar un paper concret o essent la divinitat d'una civilització que ha de desenvolupar en el temps. Les accions del jugador afecten tot el món, que va evolucionant de forma independent (a diferència dels jocs d'estratègia, on s'ha de programar cada acció, com crear o moure unitats).

## Jocs més notables
- Utopia (videojoc) (1982): considerat el primer exemple pur del gènere
- Populous (1989): primer joc amb seqüeles i per a diverses consoles
- SimAnt (1991): un dels primers videojocs d'èxit d'aquest gènere amb criatures no humanes
- Evolution: The Game of Intelligent Life (1997): simulador de l'evolució supervendes
- Black & White (2001): el jugador intervé amb la seva mà divina sobre l'acció general
- Spore (2008): un altre joc d'èxit sobre l'evolució